# 紐西蘭海神蛤
紐西蘭海神蛤（学名：Panopea zelandica）是海螂目缝栖蛤科海神蛤屬的一种體型很大的海洋動物。